# Breganze rosso
Il Breganze rosso è un vino DOC la cui produzione è consentita nella provincia di Vicenza.

## Caratteristiche organolettiche
- colore: rosso rubino vivo.
- odore: vinoso, caratteristico.
- sapore: armonico, di corpo, asciutto, robusto, leggermente tannico, con o senza persistenza gradevole di legno.

## Abbinamenti consigliati
tagliatelle al ragù di agnello

## Produzione
Provincia, stagione, volume in ettolitri
- Vicenza  (1990/91)  5423,02
- Vicenza  (1991/92)  8339,48
- Vicenza  (1992/93)  8425,88
- Vicenza  (1993/94)  7924,55
- Vicenza  (1994/95)  6894,45
- Vicenza  (1995/96)  5787,64
- Vicenza  (1996/97)  7018,31